# Мазио
Ма̀зио (на италиански: Masio; на пиемонтски: Mas, Маз) е село и община в Северна Италия, провинция Алесандрия, регион Пиемонт. Разположено е на 142 m надморска височина. Населението на общината е 1475 души (към 2010 г.).